# Sophie Hediger
Sophie Hediger, švicarska deskarka na snegu, * 14. december 1998, Horgen † 23. december 2024, Arosa.

## Kariera
Prvič je nastopila v evropskem pokalu februarja 2014 v Isoli 2000 v Franciji in zasedla 31. mesto. Na mladinskem svetovnem prvenstvu na Rogli leta 2016 je tekmovala na ekipni tekmi na kateri je Švica zasedla 3. mesto. Na zimskih olimpijskih igrah mladih istega leta v Lillehammerju je v deskarskem krosu zasedla 2. mesto. Na ekipni tekmi se je Švica prav tako uvrstila na 2. mesto. Leta 2018 je debitirala v svetovnem pokalu in zasedla 14. mesto.
Na zimskih olimpijskih igrah v Pekingu je zasedla 19. mesto. Januarja 2024 je na domači tekmi v St. Moritzu prvič prišla na stopničke v svetovnem pokalu. Uvrstila se je na drugo mesto. Eden izmed večjih uspehov Švicarke je bilo tudi zlato iz zimske univerzijade v Lake Placidu leta 2023.
Dne 23. decembra 2024 je umrla v nesreči pod plazom v Arosi. Na neurejenem delu smučišča jo je odnesel plaz. Njen spremljevalec je obvestil reševalce in začeli so iskati zasuto ponesrečenko. Reševalci so jo našli ob 15.30, a ji niso mogli več pomagati.

## Dosežki

### Uvrstitve v svetovnem pokalu
| Sezona  | Uvrstitev | Točke |
| ------- | --------- | ----- |
| 2018/19 | 20.       | 520   |
| 2019/20 | 16.       | 800   |
| 2020/21 | 15.       | 98    |
| 2021/22 | 20.       | 84    |
| 2022/23 | 14.       | 178   |
| 2023/24 | 18.       | 212   |